# (40206) Lhenice
(40206) Lhenice est un astéroïde de la ceinture principale.

## Description
(40206) Lhenice est un astéroïde de la ceinture principale. Il fut découvert le 26 septembre 1998 à l'Observatoire Kleť par Jana Tichá et Miloš Tichý. Il présente une orbite caractérisée par un demi-grand axe de 3,13 UA, une excentricité de 0,11 et une inclinaison de 13,9° par rapport à l'écliptique.

## Compléments